# Helstrom (série de televisão)
Helstrom é uma série de televisão de streaming americana criada para o Hulu por Paul Zbyszewski, baseada nos personagens Daimon e Satana Hellstrom da Marvel Comics. A série é produzida pela Marvel Television e ABC Signature Studios, com Zbyszewski servindo como showrunner.
Tom Austen e Sydney Lemmon respectivamente estrelam como Daimon e Ana Helstrom, filhos de um poderoso assassino em série, que caçam o pior da humanidade. Elizabeth Marvel, Robert Wisdom, June Carryl, Ariana Guerra e Alain Uy também estrelam. Helstrom foi oficialmente anunciada com uma ordem de produção no Hulu em maio de 2019, planejada como a primeira série da franquia Adventure into Fear da Marvel Television, que seria um grupo de séries interconectadas e isoladamente ambientadas no Universo Cinematográfico Marvel. As filmagens ocorreram em Vancouver de outubro de 2019 até março de 2020. 
Helstrom foi lançada no Hulu em 16 de outubro de 2020 e consiste em 10 episódios. Recebeu principalmente críticas negativas, sentindo que os personagens e o enredo eram desinteressantes, embora os efeitos visuais da série fossem considerados impressionantes. Helstrom foi cancelado em 14 de dezembro de 2020.